# 物部神社
物部神社（もののべじんじゃ）は、古代日本の物部氏に由来する神社。
この名前を持つ神社は、東日本から西日本にわたる広い範囲にわたって分布している。その多くは、物部氏の初代の宇麻志摩遅命（ウマシマジ）や祖神である饒速日命（ニギハヤヒ）を主祭神としている。

## 主な物部神社
- 物部神社 – 新潟県上越市清里区南田中 ： 式内社
- 物部神社 – 新潟県柏崎市西山町 ： 式内社
- 物部神社 – 新潟県佐渡市小倉 ： 式内社
- 物部神社 – 富山県高岡市東海老坂 ： 式内社
- 物部神社 – 山梨県笛吹市石和町 ： 式内社
- 物部神社 – 愛知県名古屋市東区筒井 ： 式内社
- 勝部神社 – 滋賀県守山市勝部 ： 物部郷総社、旧称 物部神社
- 物部神社 – 京都府与謝郡与謝野町石川 ： 式内社
- 物部神社 – 島根県大田市川合町 ： 式内社、別表神社、石見国一宮